# Gypsophila lurorum
Gypsophila lurorum är en nejlikväxtart som beskrevs av Karl Heinz Rechinger. Gypsophila lurorum ingår i släktet slöjor, och familjen nejlikväxter. Inga underarter finns listade i Catalogue of Life.